# Zafer Biryol
Zafer Biryol (Rize, 2 oktober 1976) is een Turks voormalig professioneel voetballer die als aanvaller uitkwam.

## Clubcarrière
Biryol werd bekend in de Turkse Süper Lig als aanvaller in dienst van Çamlıdere Şekerspor, waar hij er op los scoorde. Met zijn prestaties verdiende hij een transfer naar Konyaspor, waar hij topscorer werd van de Turkse competitie in het seizoen 2004/05. Het seizoen erop speelde hij voor een van de drie topclubs van het land, namelijk Fenerbahçe SK. Daar speelde de aanvaller echter erg weinig en hij vertrok naar Bursaspor. Na een jaar daar speelde hij voor het laatst in de Süper Lig, voor Çaykur Rizespor, voordat hij voor kleinere clubs ging spelen.

## Interlandcarrière
Zijn debuut voor het Turks voetbalelftal maakte Biryol op 18 februari 2004, toen hij in het vriendschappelijke duel tegen Denemarken na één speelhelft mocht invallen voor collega-debutant Orhan Ak. Andere debutanten voor Turkije in die wedstrijd waren Uğur İnceman (Manisaspor), Faruk Bayar (İstanbulspor), Hamit Altıntop (Schalke 04), Çağdaş Atan (Denizlispor) en Tolga Seyhan (Trabzonspor).